# Балтиморский акцент
Балтиморский акцент (англ. Baltimore accent: также известный как балтиморский диалект, юмористически: Bawlmerese  или Ballimorese ) — региональный вариант американского английского языка, распространенный среди рабочих жителей Балтимора, штат Мэриленд, США (также в близ прилегающих районах северо-восточного Мэриленда). Представляет собой подвид средне-атлантического диалекта, тесно связанного с филадельфийским акцентом (диалекта долины Делавэр). 
Лингвисты отмечают различия между акцентом белых рабочих жителей Балтимора и афроамериканским вариантом английского языка, распространенным среди чернокожих жителей города. Белые рабочие семьи, переехавшие из Балтимора в северо-западные пригороды, перенесли с собой местные произношения.

## Лексика
В балтиморском акценте используются уникальные слова и фразы, редко встречающиеся в других американских диалектах:
- down the ocean – выражение, означающее поездку к океану, часто подразумевает посещение Оушен-Сити в Мэриленде.
- hon – сокращение от "honey" (дорогой/дорогая), популярный термин нежности, часто употребляется в конце предложения. Слово символизирует балтиморскую культуру, о чём свидетельствуют ежегодный фестиваль HonFest и такие заведения, как Café Hon.[6]
- natty boh – местное обозначение пива National Bohemian, изначально производившегося в Балтиморе.
- pavement – в Балтиморе означает тротуар, в отличие от общепринятого в США значения «проезжая часть».
- went up – выражение, используемое для описания поломки прибора; например: «Наш холодильник сломался» передается как «Our refrigerator went up».
- yo – используется как гендерно-нейтральное местоимение третьего лица единственного числа.[7]

В афроамериканском варианте балтиморского английского встречаются такие слова, как:
- ard – означает "ладно" или "хорошо".
- lor – сокращение от "little" (маленький).[8]
- rey – вариант произношения слова «ready» (готовый), особенно распространен среди пользователей Black Twitter[англ.] в Балтиморе.[9]
- woe – обозначает близкого друга.

### Афроамериканские вариации
Лингвисты отмечают, что акцент белых рабочих жителей Балтимора, популяризированный в СМИ и известный как hon, отличается от акцента афроамериканских жителей города. Например, афроамериканцы произносят название города как Baldamore по сравнению с Bawlmer в белом варианте. Другие фонологические особенности включают централизацию гласных перед звуком [ r ], из-за чего слова, такие как «carry» и «parents», произносятся как "curry" и "purrents" соответственно. Также наблюдается изменение произношения в словах «dog» и «frog», которые звучат как "dug" и "frug" . Афроамериканский балтиморский акцент или его вариации также распространены среди многих афроамериканцев по всему Мэриленду и в районе Вашингтона.

## Известные носители
Среди известных людей, говорящих с балтиморским акцентом, можно отметить:
- Бен Кардин – сенатор США от Мэриленда (2007–наст. время).[11]
- Мэри Пэт Кларк[англ.] – член городского совета Балтимора (1975–2020).
- Дивайн – актёр.
- Чарли Экман[англ.] – тренер и судья НБА, спортивный комментатор.
- Ставрос Халкиас[англ.] – стендап-комик.
- Мел Кайпер мл.[англ.] – футбольный аналитик ESPN.
- Барбара Микульски – сенатор США от Мэриленда (1987–2017).
- Фелиция Пирсон[англ.] – актриса, известная по сериалу Прослушка.
- Нэнси Пелоси – бывший спикер Палаты представителей США.[12]
- Бейб Рут – член Зала славы бейсбола.
- Джон Уотерс – режиссёр.[13] [14]

## В популярной культуре

### Фильмы
Фильмы Джона Уотерса, многие из которых сняты в Балтиморе, часто стремятся запечатлеть балтиморский акцент, особенно в ранних работах режиссёра. Например, сам Уотерс использует свой акцент в комментариях к фильму Розовые фламинго. В версии Лак для волос 2007 года Джон Траволта играет персонажа с преувеличенным балтиморским акцентом. Также фильмы Барри Левинсона, действие которых происходит в Балтиморе 1940–1960-х годов, передают особенности местного произношения.

### Телевидение
Телесериалы Убойный отдел и Прослушка происходят в Балтиморе и в некоторых случаях включают актеров, являющихся коренными жителями города. В эпизоде «Трое мужчин и Адена» сериала Убойный отдел персонаж обсуждает, как по произношению названия города можно определить, из какого района человек: "Balti-maw", "Balti-moh" или "Bawl-mer".
В эпизоде «I Do Do» сериала Студия 30 персонаж Эйвери Джессап, сыгранный Элизабет Бэнкс, пародирует балтиморский акцент в рекламном ролике для вымышленной компании Overshoppe.com.

### Музыка
Певица и автор песен Мэри Пранкстер использует несколько примеров балтиморского сленга в своей песне Blue Skies Over Dundalk из одноименного альбома, включая фразу «There'll be O's fans going downy ocean, hon».

### Подкасты
Джейсон Ла Канфора, ведущий подкаста B-More Opinionated, регулярно обсуждает события Национальной футбольной лиги в подкасте Тони Корнхайзера. 